# FCバイエルン・アルツェナウ
FCバイエルン・アルツェナウ（FC Bayern Alzenau）とは、バイエルン州のウンターフランケンに属するアルツェナウを本拠地とするサッカークラブ。

## 歴史
1920年、アルツェナウのスポーツクラブ内におけるサッカー部門として創設された。しかし、体操連盟と南ドイツサッカー協会の意見が対立したことを背景に、アルツェナウのスポーツクラブからサッカー部門は離脱し、1924年にサッカークラブとして再結成された。1983年より、クラブはもっぱらランデスリーガ（当初はバイエルン・ノルト地区、のちヘッセン・ジュート地区）に属していた。この地区の変更は、アルツェナウの地理的な位置がヘッセン州に近いことによる。2005年に入れ替え戦を経てオーバーリーガ・ヘッセンへの昇格を果たすというクラブ史上の大きな成功を収め、ヴィクトリア・アシャッフェンブルクに続くオーバーリーガ・ヘッセンでプレイするバイエルン州のクラブとなった。2008/2009年のシーズンでは、（アシャッフェンブルクが4部昇格を果たしたため）アルツェナウは唯一の同リーグに属するバイエルンのクラブとなった。さらに、このシーズンでクラブ史上初の2位となると、優勝クラブのSCヴァルトギルメスがクラブの財政的・組織的な問題から昇格を見送ったため、繰り上げで4部リーグへの昇格が決定した。

## 成績
| シーズン | 所属リーグ            | 順位 | 試合数 | 得失点 | 勝点 |
| -------- | --------------------- | ---- | ------ | ------ | ---- |
| 2009/10  | Regionalliga Süd      |      |        |        |      |
| 2008/09  | Oberliga Hessen       | 2.   | 34     | 75:46  | 69   |
| 2007/08  | Oberliga Hessen       | 7.   | 34     | 54:50  | 49   |
| 2006/07  | Oberliga Hessen       | 5.   | 34     | 55:44  | 53   |
| 2005/06  | Oberliga Hessen       | 5.   | 34     | 48:45  | 54   |
| 2004/05  | Landesliga Hessen-Süd | 2.   | 30     | 61:37  | 54   |
| 2003/04  | Landesliga Hessen-Süd | 4.   | 30     | 57:28  | 57   |
| 2002/03  | Landesliga Hessen-Süd | 6.   | 30     | 49:30  | 51   |
| 2001/02  | Landesliga Hessen-Süd | 6.   | 30     | 51:31  | 49   |
| 2000/01  | Landesliga Hessen-Süd | 11.  | 30     | 42:41  | 38   |

## タイトル

### 国内タイトル
なし

### 国際タイトル
なし